# 吉萊里斯山

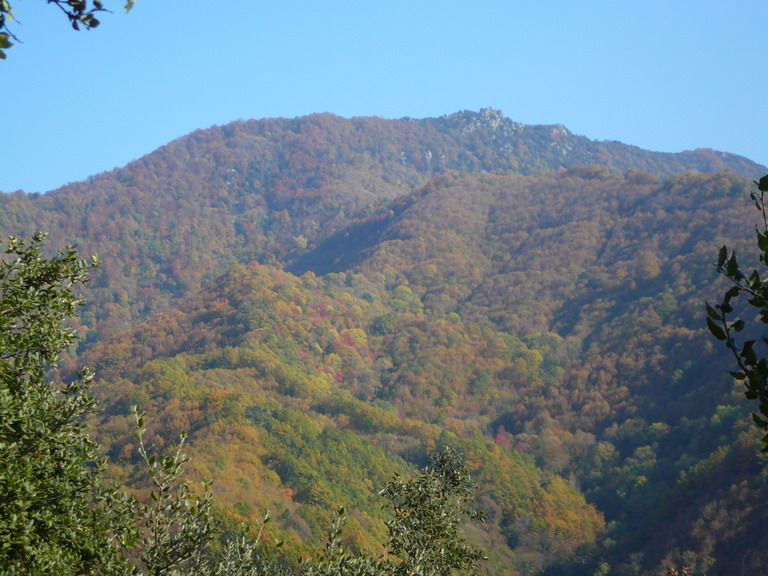

41°56′34.93″N 2°24′49.39″E / 41.9430361°N 2.4137194°E
吉萊里斯山，是西班牙的山峰，位於該國東北部加泰羅尼亞，最高點是海拔高度1,202米的聖米克爾德索爾特山，該山峰的平均降雨量介乎800至1,000毫米，山體由變質岩組成。